# Retirada do pensamento
A retirada do pensamento é uma condição psiquiátrica na qual existe a crença delirante de que os pensamentos foram "removidos" da mente do paciente, o qual não tem controle ou poder sobre isso.
Esta condição frequentemente acompanha o bloqueio de pensamento. Os pacientes podem experimentar uma quebra no fluxo de seus pensamentos, acreditando que os pensamentos ausentes foram removidos de sua mente por algum agente externa. Essa ilusão é um dos primeiros sintomas de Schneider para esquizofrenia. Como a retirada do pensamento é caracterizada como um delírio, de acordo com o DSM-IV TR representa um sintoma positivo de esquizofrenia.